# A rózsa neve (regény)
A rózsa neve (Il nome della rosa) Umberto Eco olasz szemiotikaprofesszor első regénye, mely először 1980-ban jelent meg. A mű tisztelgés Jorge Borges és annak műve, a Bábeli könyvtár előtt. A kolostor könyvtára követi a borgesi elbeszélésben leírt könyvtárat, és Jorge neve is utalás Borgesre.
Magyarul először az Európa Könyvkiadónál jelent meg a mű, Barna Imre fordításában, 1988-ban. A szerző 2011-ben átdolgozott kiadásban adta ki regényét, amelyben korrigálta a hibáit, és lefordította a latin nyelvű idézeteket a felkészületlenebb olvasók számára.

## Cselekmény
|  | Alább a cselekmény részletei következnek! |

### A történelmi szál
A történet 1327-ben egy olaszországi bencés rendi kolostorban játszódik, ahová Baskerville-i Vilmos ferences szerzetes és tanítványa, Melki Adso érkeznek a történet elején. Vilmosnak fontos célja van: itt egyeztet egy találkozóról, amely a tervek szerint XXII. János pápa és a spirituális ferencesek (fraticellik) között jönne létre. Az egyház hivatalos szervezete és közöttük lévő teológiai nézeteltérés abból adódik, hogy a ferencesek szerint az egyháznak nem szabad vagyonnal rendelkeznie, hiszen Jézusnak sem volt semmiféle tulajdona. A pápa ezt a nézetet élesen elutasítja, mivel itt lényegében, amint Vilmos később utal rá, a hatalom kérdéséről is szó van, hiszen egy birtokok nélküli egyház nem rendelkezne hatalommal. Az ellenségeskedés azonban senkinek nem áll érdekében, ezért valamilyen módon mindkét fél megállapodást szeretne, miközben a nézeteiből egyik se nagyon hajlandó engedni.
A ferencesek ráadásul a császárhoz húznak, ami tovább mélyíti az ellentétet. Vilmosnak tehát az a megbízatása, hogy létrehozzon egy megbeszélést, amelyben a pápa és a ferencesek rendfőnöke, Cesenai Mihály közötti tárgyalásról, annak módjáról, helyéről, az ott kifejtendő nézetekről egyeztessen a szemben álló felek között, ennek az előzetes találkozónak lenne a helye a kolostor. A pápát a hírhedt inkvizítor, Bernard Gui képviseli. Guinak azonban nem igazán az a célja, hogy a békés megegyezést szolgálja, hanem azt, hogy bizonyítsa: a pápa nem lenne sehol máshol biztonságban, csakis Avignonban, mert minden más helyen az életére törhetnek. Ez azért fontos Guinak, mert ha a találkozó Avignonban történik (ez a korszak az avignoni fogság ideje), akkor Cesenai Mihály a pápa hatalma alatt fog állni. Ennek a célnak az eléréséhez kapóra jön a gyilkosságsorozat, ami árnyékot vet a kolostorra.

### A bűnügyi szál

#### A titokzatos könyv
Vilmosnak a regény helyszínén másik feladata is akad: a gyilkos kilétének felderítése. A bűntettek hátterében Burgosi Jorge áll. Jorge valamikor könyvtáros volt, ám később megvakult, de az új könyvtáros, Hildesheimi Malakiás valójában csak az ő bábja, a háttérből ő irányítja a könyvtárat. Jorge, bár nem lát, kivételes memóriájára támaszkodva még így is nagyszerűen kiismeri magát az Aedificiumban, vagyis abban az épületrészben, amely a konyhát, a szkriptóriumot (azt a csarnokot, ahol a szerzetesek a kéziratokat másolják) foglalja magába. Jorge mindeközben ijesztően szigorú, szélsőséges és türelmetlen nézeteket vall a keresztény tanításokról. Úgy gondolja, hogy mindazokat a szövegeket, amelyek ennek ellentmondanak, el kell zárni az emberiség elől. 
Az egyik ilyen könyv Arisztotelész műve, a Poétika második része, amely a legenda szerint létezett, de nem maradt ránk egyetlen példánya sem. Arisztotelész az első részben a tragédiával és az eposszal foglalkozott, a második rész pedig a komédiáról és a nevetésről szólt volna. A középkori gondolkodás, annak a megismerésről és a tudásról vallott nézetei teljesen különböztek a későbbi modern elképzeléstől, amely a tudományos módszereken, a mérésen alapult, hiszen a középkor gondolkodói a szaktekintélyekre, azok kinyilatkoztatásként olvasott írásaira és műveik értelmezésére alapították az ismereteiket, érveiket. Arisztotelész a Biblia és az egyházatyák mellett a legfőbb tekintély volt a középkorban. Jorge szerint a nevetés a legfőbb bűn, hiszen aki nevet, az nem veszi komolyan a világot, így Istent sem. Arisztotelész műve pedig a legfőbb érv lenne a nevetés mellett.

#### A bűnesetek sora
A könyvtáros segédje, Arundeli Berengár azonban megtalálja és magához veszi a könyvet. A célja elsősorban nem az, hogy ő maga olvassa, hanem az, hogy megmutassa a fiatal fordítónak és grafikusnak, otrantói Adelmusnak. Berengárt ugyanis emésztő szenvedélyek fűzik az azonos neműekhez, Adelmus pedig nagyon vonzó fiatal férfi. Adelmust nagyon izgatja a könyv, ezért Berengár némi ellenszolgáltatásért cserébe megmutatja neki a könyvet. Adelmusnak azonban olyan borzalmas lelkiismeret-furdalása támad, hogy elszalad gyónni Jorgénak. Jorge azonban ahelyett, hogy feloldozná vagy vezeklést mérne ki rá, olyannyira ráijeszt a fiúra, hogy az szinte önkívületi állapotba kerül, és leveti magát a toronyból. Ezután az eset után érkezik meg Vilmos és Adso a kolostorba. Közben salvemeci Venantius is tudomást szerez a könyvről, ami Adelmushoz került, és beleolvas a műbe. Itt azonban hatni kezd Jorge szörnyű praktikája: az exkönyvtáros a könyv lapjainak szélét fekete méreganyaggal vonta be. A lapok emiatt összeragadnak, az olvasó pedig kénytelen megnyalni az ujját, ezzel viszont a szervezetébe kerül a gyorsan ölő méreg. Venantius rövidesen életét veszti. A holttestet Berengár találja meg, aki nem akarja, hogy az Aedificium épülete gyanúba kerüljön, ezért elviszi a holttestet, és beledobja egy hordóba, ahol a frissen levágott malac vérét tartják. Ezután viszont maga Berengár is kíváncsi lesz a könyvre, és ő is belelapoz, és hasonlóképpen végzi az életét: rosszul lesz, a görcsein pedig úgy próbál enyhíteni, hogy vesz egy fürdőt, itt találnak rá a holttestére. A könyvet ezután Emmerani Severinus, a kolostor füvésze találja meg, aki értesíti Vilmost. Mire Vilmos és Adso odaérnének hozzá, a könyvtáros, Malakiás Jorge felbujtására meggyilkolja őt (egy földgömbbel töri be a koponyáját), és visszaszerzi a könyvet Jorgénak. Vilmos közben azonban rájön a gyilkos személyére, behatol a könyvtár labirintusába, és leleplezi Jorgét. Jorge azonban közben felgyújtja a könyvtárat. A tűz tovaterjed, és végül az egész kolostor a lángok martaléka lesz.

#### Bernardo Gui szerepe
Miközben Vilmos nyomoz, megérkezik Bernard Gui, aki a maga módján szintén megpróbál bűnöst találni, és talál is (de persze nem az igazit). A kolostorban él egy torz arcú, érthetetlenül beszélő szerzetes, Salvatore, aki jó barátságban van Varageni Remigiusszal, a konyhafőnökkel. Kettejüknek sötét múltjuk van, mert valamikor egy Dolcino nevű szerzetessel garázdálkodtak, aki az egyház ellen harcolt. Bernardo Gui erre rájön, és elfogja őket. Harmadikként még egy meg nem nevezett parasztlányt is, akit boszorkánysággal vádol. A lány úgy került a kolostorba, hogy Remigius ösztönzésére Salvatore nőket visz a kolostorba, akik némi ellenszolgáltatásért (valamilyen ételért) cserébe kielégítik Remigius vágyait. Gui magával viszi a bűnösöket Avignonba, hogy majd ott ítélkezzenek fölöttük, bár Vilmos szerint a lányt valamikor már útközben kivégzi.
|  | Itt a vége a cselekmény részletezésének! |

## Jellemzők, értelmezés

### Szerkezete
A könyv szerkezetileg 11 részből áll. Az első a Természetesen egy kézirat című, melyben Eco a XIV. századi kéziratból születő regény keletkezéstörténetét meséli el. Ő 1968-ban talál rá erre a kéziratra, mely egy XVII. századi bencés által készített másolat. A bevezető, bár történelmi adatokban gazdag, hangulata könnyed, hisz az Ecotól megszokott furcsa információkra is szert teszünk, például arra, hogy fordítását egy Papéterie Joseph Gibert-féle nagyalakú füzetébe írta. Megoszt továbbá néhány kérdést, mely íráskor merült fel benne, például a latin passzusok belehelyezését a műbe, azoknak lefordítását vagy kihagyását.
Az ezt követő rész a Megjegyzés címet viseli, melynek első sorai rávilágítanak a mű szerkezetére: „Adso kézirata hét napra, egy-egy nap pedig a liturgikus óráknak megfelelő szakaszokra tagolódik.” A Megjegyzés tartalmazza a liturgikus órák nevét és azok jellemzőit.
A Prológus már a tulajdonképpeni „roman” része, „teremtése”. A jól ismert bibliai szavak, „Kezdetben vala az Ige...” belesodornak minket egy őszinte vallomásba. Az elbeszélő jelen idejű monológja egy lépéssel közelebb visz a történethez, melyről, mint azt ő elmondja, immár „őszen elaggva” mesél, hisz átélte tanítójával és mesterével, Baskerville-i Vilmossal együtt. Itt történik meg a két szereplő bemutatása, Adso leírja saját személyét, novíciusként, fiatal bencésként. Tanítója, Vilmos a ferencesekhez tartozik, s a császár követeként utazik Észak-Olaszországba. Az ő fizikai rajza soha nem teljes, kiemelve ezzel kiismerhetetlen természetét, furcsa jellemét.
Adso pontosan meghatározza a történet évét, de az elbeszélés idejét nem. Tehát a visszaemlékező Adso ideje ismeretlen, ám pontosan meghatározott a cselekmény történésének ideje, „az Úr 1327. évében történt....” . A helyszín bevezetésével lépünk be az igazi középkorról szóló történetbe, hiszen az apátság pontos helyét nem nevezi meg, ám utal egy kisebb térségre az Appenninekben. Ismerteti továbbá a történelmi háttért, Bajor Lajos szembenállását XXII. János pápával, a ferencesek szegénységelvét, a kistestvérek nevéhez fűződő gaztetteket, a dolciniánusok fosztogatásait és elveit. Adso maga vallja, hogy még most sem látja át a szálakat, még mindig nem érti a kapcsolatokat, s anno novíciusként mindez csak még bonyolultabbnak és érthetetlenebbnek tűnt. Erre többször utal a regény során, hiszen mindentudó narrátori szerepe megengedi ezeket az előreutalásokat vagy személyes megjegyzéseket.
A következő hét fejezet az ott töltött hét napról szól, melyben megpróbálják felderíteni az apátságban történő gyilkosságokért felelős személyt és ezzel egyidőben teljesíteni a megbízatást, mely csupán homályosan körvonalazódik. Adso ebbe nem volt beavatva, ezért csupán következtetni tudunk Vilmos küldetésére, mely a császárhoz kötődik és az avignoni találkozóhoz. A napok a liturgikus óráknak megfelelően vannak felosztva, s leggyakrabban ezeknek a neveit viselik, de egyes esetekben, mikor két ima ideje között játszódik a cselekmény, a liturgikus óra nevét a napszak követi, például kompletórium után, vesperás és kompletórium között, éjszaka.
Az ezt követő rész címe Utolsó lap, mely visszatér a mesélő Adsóhoz, tehát a Prológus hangnemében szól. Stílusát őszinteség és vallomásszerűség jellemzi, nem csak a mesélt történetet, de saját történetét is lezárja, tehát két szál is végetér. Történet a történetben. A keretes lezárás mégis nyitott, mert ugyan nincsenek „elvarratlan szálak”, de a művelt olvasóban megfogalmazódnak olyan kérdések, melyre nem felel a regény, esetleg a történelem válaszolt. Ezek a kérdések lehetnek történelmi jellegűek, de a felhasznált irodalom, az intertextualitás, a valósághűség, Eco középkor-kutatói mivolta, a keletkezés története olyan kérdések felé irányítanak minket, melyek a személyiségekre, szereplőkre, tézisekre vonatkoznak, sőt, a történelmi regény mint műfajmegjelölés vitatottságához is. Tematikája alapján az, de nyilvánvaló, hogy irodalmi alkotásként jelen van a fikció is, melyet Eco kiemel azzal, hogy A Természetesen egy kézirat című részben hosszan elmeséli a kézirat történetét, s azt, hogy ő ennek feldolgozója, harmadik írója.
A fent említett kérdésekre is válaszolnak a Széljegyzetek A rózsa nevéhez, ennek a résznek a hangneme kissé ironikus, humoros, de tulajdonképpen konkrét válaszok híján van, hiszen, mint ahogy azt megfogalmazza, minden könyv nyitott mű, amiből az következik, hogy a kérdések lehetnek egyformák, de a válaszok nem. S hogy válaszolni és keresni az olvasó dolga, mondja a címhez kapcsolódó jegyzetben. „Mi sem hízelgőbb egy regényíróra nézve, mint amikor olvasói az írót olyan értelmezésekre vezetik rá, amelyekre addig nem is gondolt” Vall az önmagát megíró, élő történetről , s arról, hogy kell-e egyáltalán erről beszélni. Michelangelo szavait használja, miszerint minden kőben ott van a szobor, csak meg kell szabadítani azt önnön feleslegétől. Azt vallja tehát, hogy még az ösztönös írás háta mögött is ott áll a tudás. Egy szöveggel dolgozni és annak életet adni íróasztal melletti fáradságos munka: „Genius is twenty per cent inspiration and eighty per cent perspiration.” Megrajzolja továbbá az elbeszélő alakját és annak pozitív hatásait. A mesélő egyben szereplő, tehát máris kétféle múlt kapcsolatáról beszélünk, egyes szám első személyben mesél, mindentudóként, hiszen felülről látja a történteket, ezért az események között kapcsolatot tud teremteni az előre- és visszautalásokkal. Ez által segítve a történet megértését.

### Szövegrétegek
A mű jellemzője, hogy több műfajt egyesít önmagában. Egyszerre olvasható bűnügyi és történelmi regényként. Emellett nagyon sok benne a kulturális, filozófiatörténeti utalás, illetve szintén sok utalás található kortárs szerzőkre is (akik gondolatait Eco gyakran középkori figurák szájába adja). Eco az 1980-ban megjelent regény 2011-es kiadásában javított a mű nyelvezetén, hogy könnyebb legyen értelmezni a cselekményeket. A latin idézetekhez jegyzeteket fűzött, az elbeszélések ritmusát felgyorsította, hogy a fiatalabb korosztály is élvezni tudja a művet.

### Középkor és reneszánsz
A történet a reneszánsz kor elején, a középkor végén játszódik, ez a kettősség jól megmutatkozik a mű világán belül. A középkort a vallásos világkép jellemezte, és minden tudása, nézete a tekintélyszemélyek szövegeire alapult. A reneszánszt ezzel szemben a modernség nyitányának tartják. Ekkor kezdődik a tudományos gondolkodás, amely később a felvilágosodás korában vesz igazán nagy lendületet, és a huszadik század technicizmusához vezet. Vilmos már ezt a gondolkodásmódot követi: bár gyakran hivatkozik a tekintélyek munkáira, ezeket a passzusokat általában akkor kezeli meggyőző erejű érvként, amikor másokkal vitatkozik. Ő maga azonban a kétely híve: a nyomozás során úgy gondolja, minden nyomot meg kell vizsgálni, meg kell vizsgálni azok lehetséges összefüggéseit, és hipotéziseket kell alkotni a gyilkosról és a tett indítékairól. Vagyis nem a tekintélyekből, hanem saját eszéből indul ki. Vilmos rendkívüli érdeklődést tanúsít a tudomány új vívmányai iránt: a regényben foglalkozik az asztrolábiummal, az iránytűvel, és a testvérek döbbenten figyelik a nála lévő látásjavító lencsét, amiről hallottak már, de még soha nem láttak ilyet. Hasonlóan jellemző az, ahogyan Vilmos a könyvekről gondolkodik: szerinte a tudás arra való, hogy jobbá tegye a világot. A tudás nem kinyilatkoztatás, hanem eszköz, amit használnunk kell az emberek érdekében. A könyvekben foglalt gondolatokat nem szabad abszolút igazságokként elfogadnunk, hanem kiindulópontként kell használnunk.
Ebből a szempontból érdekes ellentétek figyelhetők meg Vilmos és Bernard Gui, valamint Jorge között. Gui tekintélyekre hivatkozik, amikor Salvatorét és a lányt boszorkányként gyanúsítja, Vilmos viszont racionális magyarázatokat keres a gyilkos kilétét illetően. Burgosi Jorge a tudás természetéről és az azt őrző könyvekről alkotott nézetei szempontjából áll szemben Vilmossal. Jorge szerint a tudás mennyisége nem gyarapszik a világban, és a túlzott tudásra való törekvés bűn, hiszen a teremtés titkaiba az ember nem pillanthat be, a lényeg az, hogy az alapigazságokat kell őrizni. Vilmos állásfoglalása szerint viszont a tudást gyarapítani kell, a könyvek pedig arra valók, hogy olvassák őket.

## Szereplők
- Baskerville-i Vilmos – ferences szerzetes
- Melki Adso – Vilmos novíciusa, narrátor
- Burgosi Jorge – exkönyvtáros
- Bernard Gui – a pápa képviselője, inkvizítor
- Otrantói Adelmus – fordító, másoló, miniatúrakészítő. A regény kezdetén már halott.
- Hildesheimei Malakiás – könyvtáros, az ötödik halott
- Arundeli Berengár – segédkönyvtáros, a harmadik halott
- Abbo – a kolostor életét irányító apát
- Emmerani Severinus – füvész, a gyógyszerek és mérgek ismerője, őrzője, a negyedik halott
- Varaginei Remigius – a konyha gondnoka
- Salvatore – ijesztő kinézetű és beszédű szerzetes, Remigius barátja
- Morimondi Miklós – üvegműves, Remigius távozása után a konyha gondnokának nevezik ki
- Casalei Hubertinus – idős ferences szerzetes, Vilmos barátja
- Cesenai Mihály – a ferencesek rendfőnöke
- Salvemeci Venantius – másoló, fordító, a második halott
- Uppsalai Benno – szintén fordító, másoló, később segédkönyvtáros, majd könyvtáros

## Magyar kiadások
- Budapest: Árkádia/Európa Könyvkiadó, 1988 ISBN 963-307-109-7
- Budapest: Európa Könyvkiadó (1988, 1994, 1998, 2000, 2001, 2002, 2003, 2004, 2005, 2006, 2007), 2008 ISBN 978-963-07-8578-5
- Budapest: Európa Könyvkiadó, 2011 ISBN 978-963-07-9221-9
- Budapest: Európa Könyvkiadó, 2012 (átdolgozott kiadás a szerző új előszavával)
- Budapest: Európa Könyvkiadó, 2015 ISBN 978-963-405-144-2

### Fordítások
- A rózsa neve; ford., utószó Barna Imre, jegyz. Klaniczay Gábor; Árkádia, Budapest, 1988
- A rózsa neve; a szerző új előszavával, ford. Barna Imre; átdolg. kiad.; Európa, Budapest, 2015
- A rózsa neve; ford. Barna Imre; bőv. kiad.; Európa, Budapest, 2023

## Megjelenése a kultúrában
- A regényből Jean-Jacques Annaud, Sean Connery és Christian Slater főszereplésével azonos címmel készített filmet, melyet 1986-ban mutattak be.[4]
- 1987-ben La abadía del crimen címen videojáték formájában dolgozták fel a regényt.
- Az Iron Maiden nevű brit heavy metal együttes is írt egy 11 perces eposzt a mű alapján Sign of the Cross címmel, és az X-Factor (illetve a Rock in Rio) albumon található.
- 2008-ban Murder in the Abbey címmel ismét videojáték adaptáció készült a történetből, mely részben az 1987-es játékon alapult.
- 2019-ben filmsorozat készült a műből, John Turturro és Damian Hardung főszereplésével.